# Istituto italiano di antropologia
L'Istituto Italiano di Antropologia è un'istituzione culturale italiana dedicata all'antropologia evoluzionistica, fondata nel 1893 da Giuseppe Sergi.
Sergi aveva ottenuto nel 1884 la cattedra di antropologia presso la facoltà di scienze dell'università di Roma e aveva iniziato a svolgere il proprio insegnamento in una sede provvisoria nella "Scuola di applicazione per ingegneri", sita presso la basilica di San Pietro in Vincoli. Nel 1887 istituì presso il palazzo del Collegio Romano un museo di antropologia, e qui nel 1893 venne fondata la "Società romana di antropologia", della quale fu eletto primo presidente lo stesso Sergi, che ne era stato il principale fautore. Organo ufficiale della società era la rivista degli Atti della Società Romana di Antropologia, che nel 1911 prese il nome di Rivista di antropologia (dal 2004 Journal of Anthropological Sciences). Dal 1916 diresse la società Sergio Sergi, succeduto al padre.
Nel 1937 la Società mutò il proprio nome in quello attuale e nel 1938 la sede fu trasferita nella nuova Città Universitaria romana.
Attualmente l'Istituto è ospitato dal Dipartimento di Biologia Ambientale dell'Università di Roma "La Sapienza", pur essendone del tutto autonomo sia amministrativamente che scientificamente. Fanno parte dell'Istituto docenti, ricercatori, studenti e dottorandi in Antropologia Evoluzionistica e di settori affini (antropologia culturale, archeologia, storia della biologia e primatologia). L'Istituto promuove ricerche, organizza corsi e incontri scientifici e contribuisce alla formazione di giovani ricercatori in un contesto pluridisciplinare.
Dal 2011 l'Istituto  porta avanti l'iniziativa Oasis (Open Access Institutes), un insieme di azioni integrate finalizzate allo sviluppo e all'implementazione di un modello Open Data che comprenda tutte le attività dell'Istituto Italiano di Antropologia. 
Nel 2018, in occasione degli ottant'anni dal  Manifesto degli scienziati razzisti, l'Istituto Italiano di Antropologia si è fatto promotore del Manifesto della diversità e unità umana.
Oltre ai Sergi sono stati direttori dell'Istituto il premio Nobel per la medicina e biologia 1962 Daniel Bovet, Angelo Celli, studioso della malaria, Giuseppe Tucci, orientalista e Giuseppe Montalenti, fondatore della genetica in Italia e, più recentemente Bernardino Fantini (Università di Ginevra). L'attuale presidente è Giovanni Destro Bisol, professore ordinario di Antropologia  (Università di Roma "La Sapienza").